# 2,6-二苯基吡啶
2,6-二苯基吡啶是一种有机化合物，化学式为C17H13N。

## 合成与反应
2,6-二苯基吡啶可由2,6-二溴吡啶和苯硼酸在碳酸钾存在下、钯配合物催化下反应制得。
它在乙醇中可以被钠还原为2,6-二苯基哌啶。